# Touquettes
Touquettes (tu.kɛtⓘ) es una población y comuna francesa, situada en la región de Baja Normandía, departamento de Orne, en el distrito de Argentan y cantón de La Ferté-Frênel.

## Demografía
| 149 | 121 | 80 | 76 | 70 | 92 |
| Para los censos de 1962 a 1999 la población legal corresponde a la población sin duplicidades (Fuente: INSEE [Consultar]) |     |    |    |    |    |